# Breviceps fichus
Breviceps fichus är en groddjursart som beskrevs av Alan Channing och David William Minter 2004. Breviceps fichus ingår i släktet Breviceps och familjen Brevicipitidae. IUCN kategoriserar arten globalt som livskraftig. Inga underarter finns listade.